# 明の十三陵

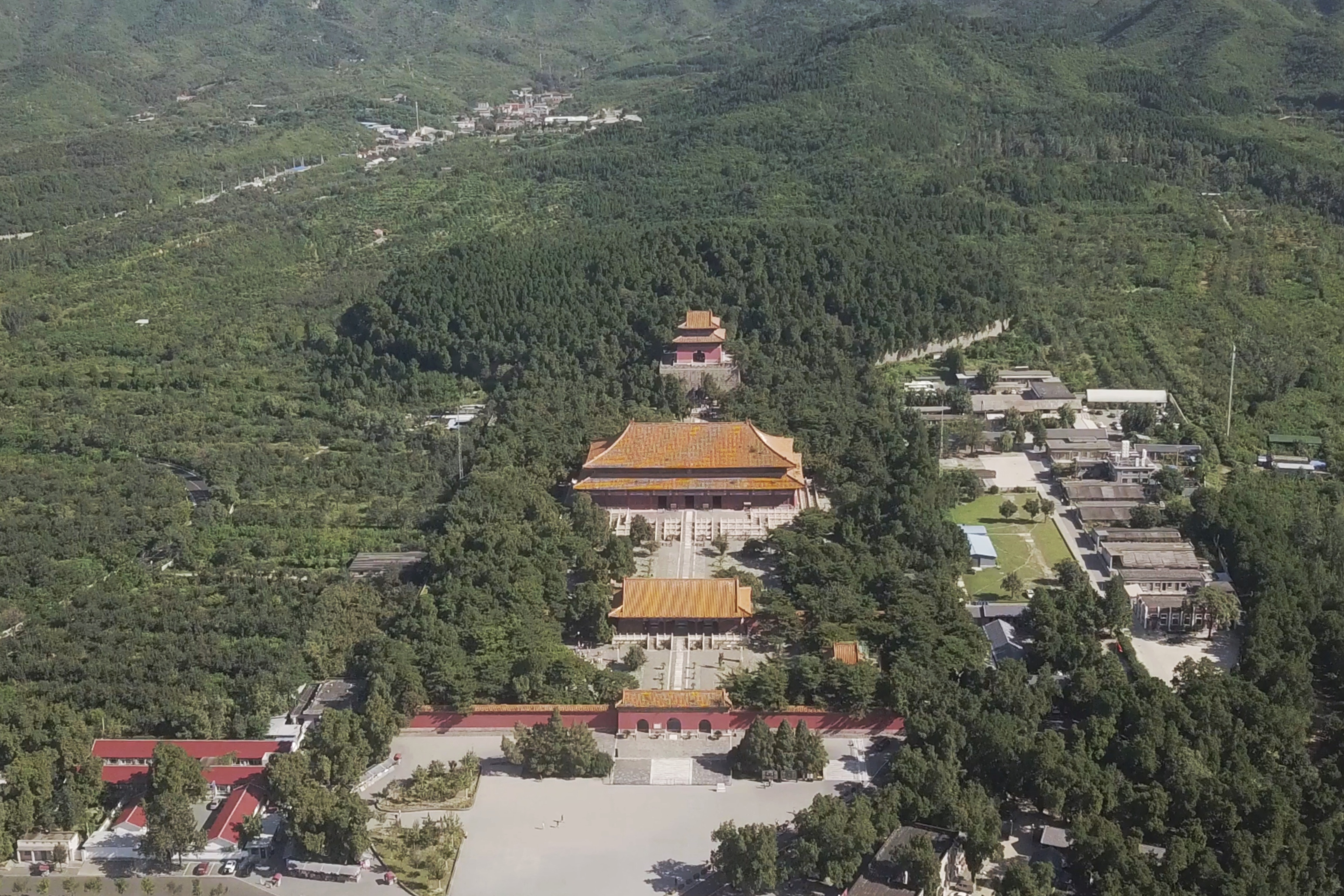
明の十三陵-明長陵

明の十三陵（みんのじゅうさんりょう）は、中国の北京市昌平区天寿山にある明代の皇帝、皇后、皇貴妃と皇太子等の陵墓群である。成祖永楽帝以後の皇帝13代の皇帝の陵墓があるため、この通称がある。このうち定陵は発掘され、内部は地下宮殿として公開されている。
世界遺産「明・清王朝の皇帝墓群」の一部である。中華人民共和国国家級風景名勝区（1982年認定）、中国の5A級観光地（2011年認定）。

## 十三陵と被葬者
- 長陵（成祖永楽帝、徐皇后、昭献貴妃（？）、権賢妃（？）、殉死者ら）北緯40度18分5.16秒 東経116度14分35.45秒 / 北緯40.3014333度 東経116.2431806度
- 献陵（仁宗洪熙帝、誠孝皇后、殉死者ら）北緯40度18分18.12秒 東経116度14分15.61秒 / 北緯40.3050333度 東経116.2376694度
- 景陵（宣宗宣徳帝、孝恭皇后、殉死者ら）北緯40度17分54.14秒 東経116度15分08.52秒 / 北緯40.2983722度 東経116.2523667度
- 裕陵（英宗天順帝）北緯40度18分49.33秒 東経116度13分55.56秒 / 北緯40.3137028度 東経116.2321000度
- （代宗景泰帝の陵墓はない）
- 茂陵（憲宗成化帝）北緯40度18分51.60秒 東経116度13分36.17秒 / 北緯40.3143333度 東経116.2267139度
- 泰陵（孝宗弘治帝）北緯40度19分23.33秒 東経116度12分59.90秒 / 北緯40.3231472度 東経116.2166389度
- 康陵（武宗正徳帝）北緯40度19分10.03秒 東経116度12分13.40秒 / 北緯40.3194528度 東経116.2037222度
- 永陵（世宗嘉靖帝）北緯40度17分18.09秒 東経116度15分06.05秒 / 北緯40.2883583度 東経116.2516806度
- 昭陵（穆宗隆慶帝）北緯40度17分28.76秒 東経116度12分38.55秒 / 北緯40.2913222度 東経116.2107083度
- 定陵（神宗万暦帝）北緯40度17分42.43秒 東経116度12分58.53秒 / 北緯40.2951194度 東経116.2162583度
- 慶陵（光宗泰昌帝）北緯40度18分29.43秒 東経116度14分01.32秒 / 北緯40.3081750度 東経116.2337000度
- 徳陵（熹宗天啓帝、孝哀皇后張氏（？））北緯40度17分15.01秒 東経116度15分35.91秒 / 北緯40.2875028度 東経116.2599750度
- 思陵（毅宗崇禎帝、孝節皇后周氏、皇貴妃田氏）北緯40度16分08.69秒 東経116度11分32.64秒 / 北緯40.2690806度 東経116.1924000度

## 祔葬皇貴妃皇太子等墓
- 万皇貴妃墓
- 悼陵（孝潔皇后（後改葬）、皇貴妃沈氏、貴妃文氏、靖妃盧氏）
- 世宗六妃二太子墓（閻皇貴妃、王皇貴妃、貞妃馬氏、栄妃楊氏、哀沖太子、荘敬太子）
- 鄭皇貴妃墓
- 神宗四妃墓（皇貴妃李氏、順妃李氏、昭妃劉氏、端妃周氏）
- 王承恩墓

## ギャラリー

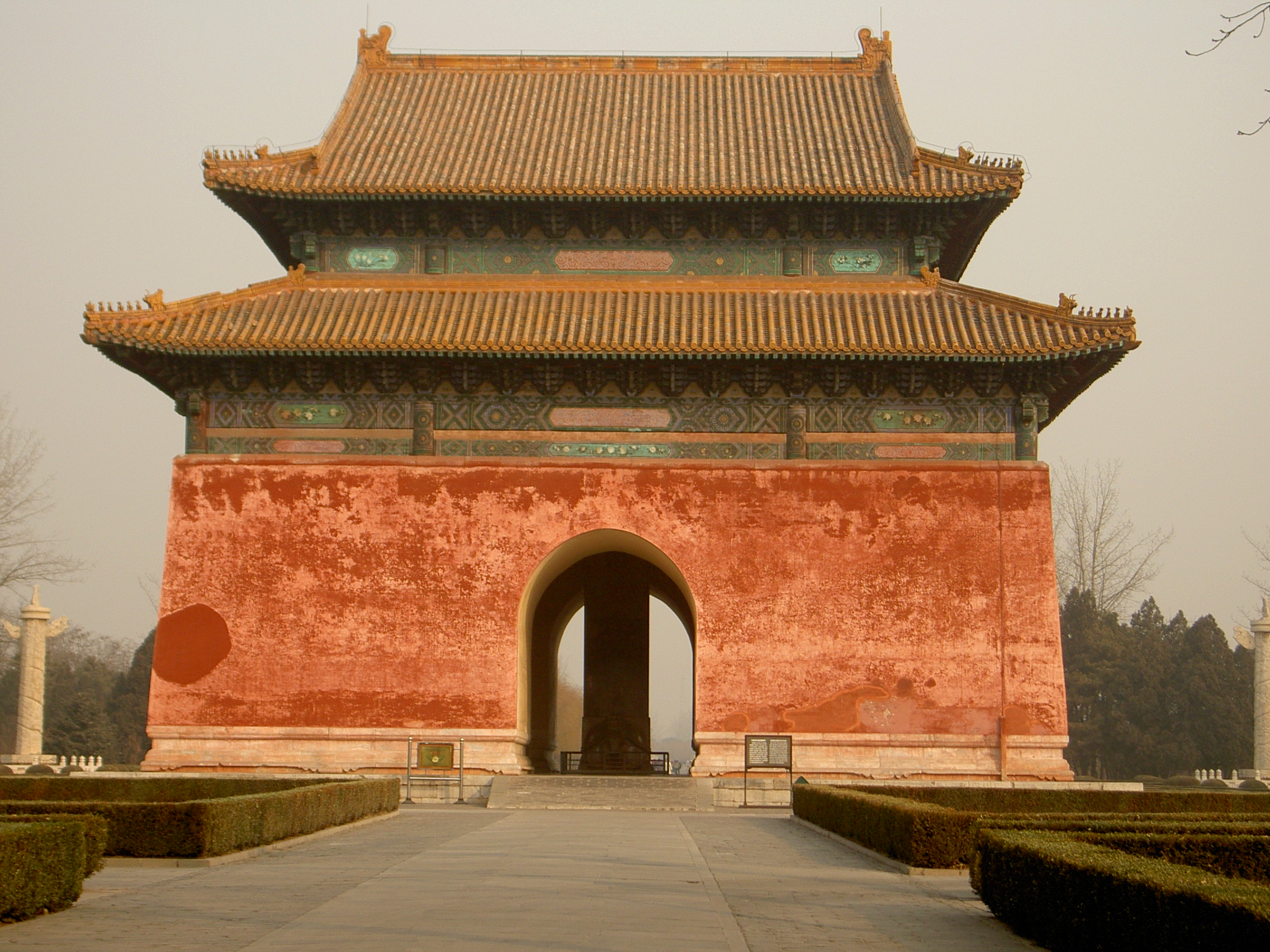
碑亭
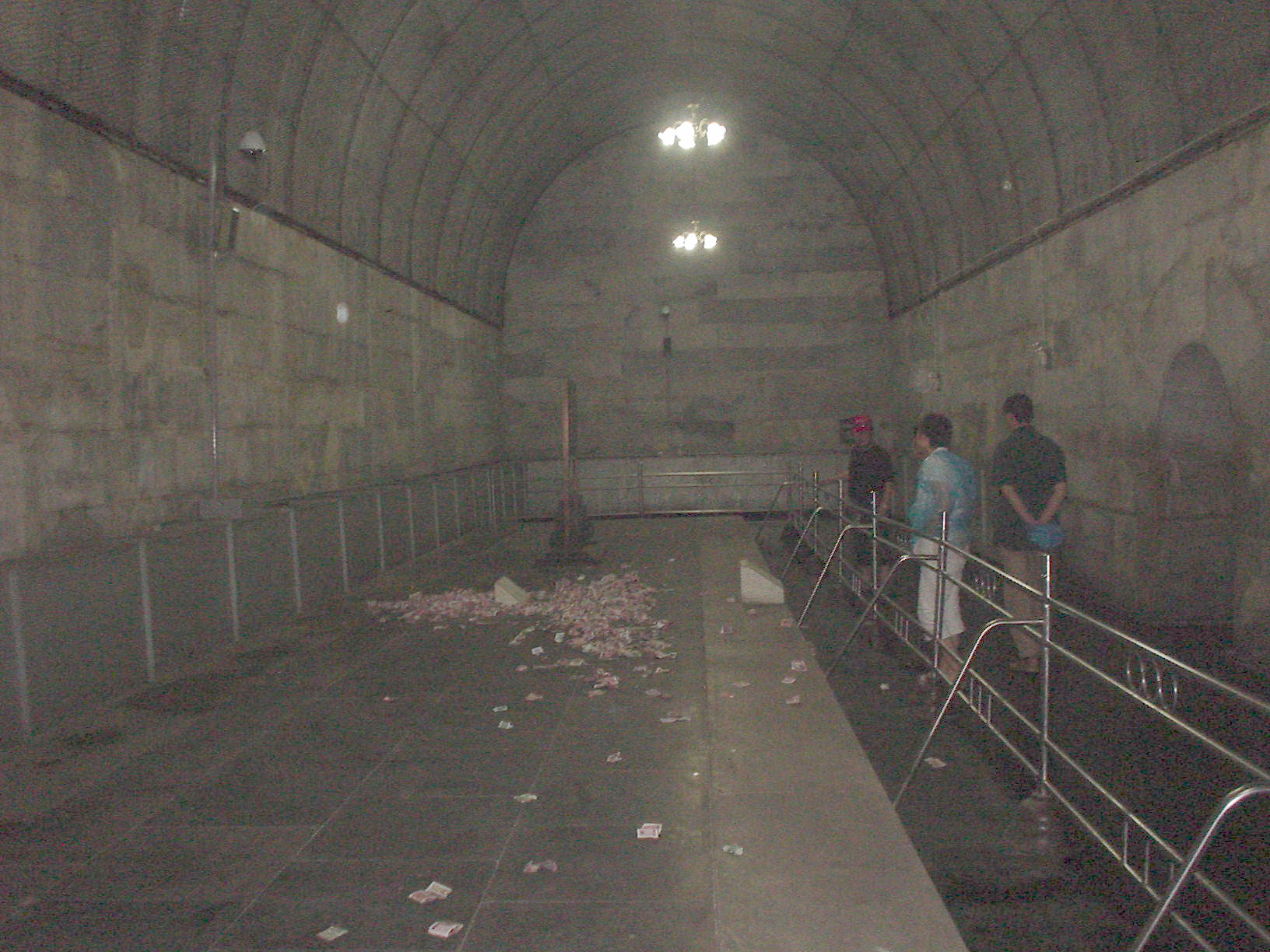
地下宮殿の内部
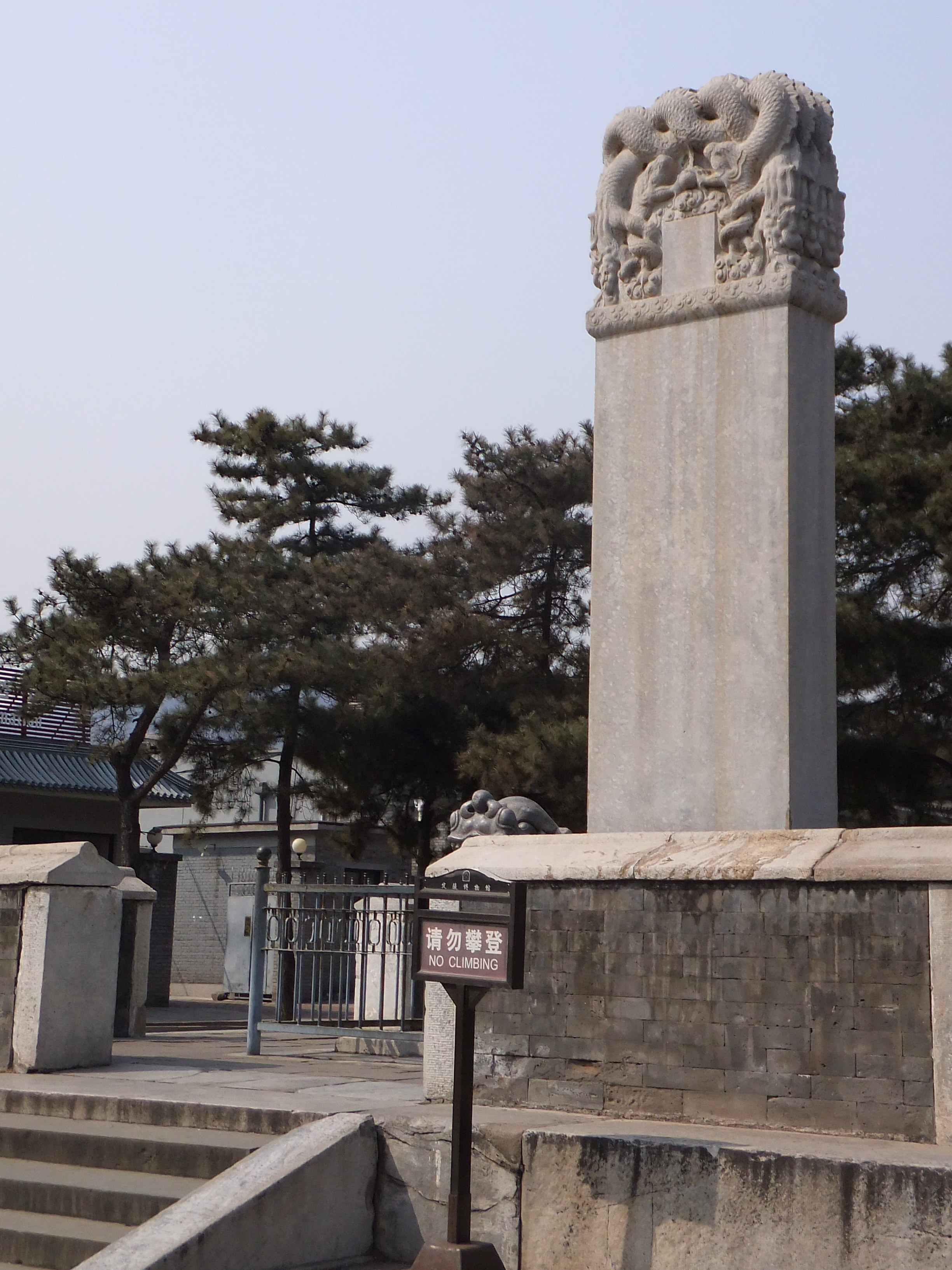
崇禎帝の無字碑
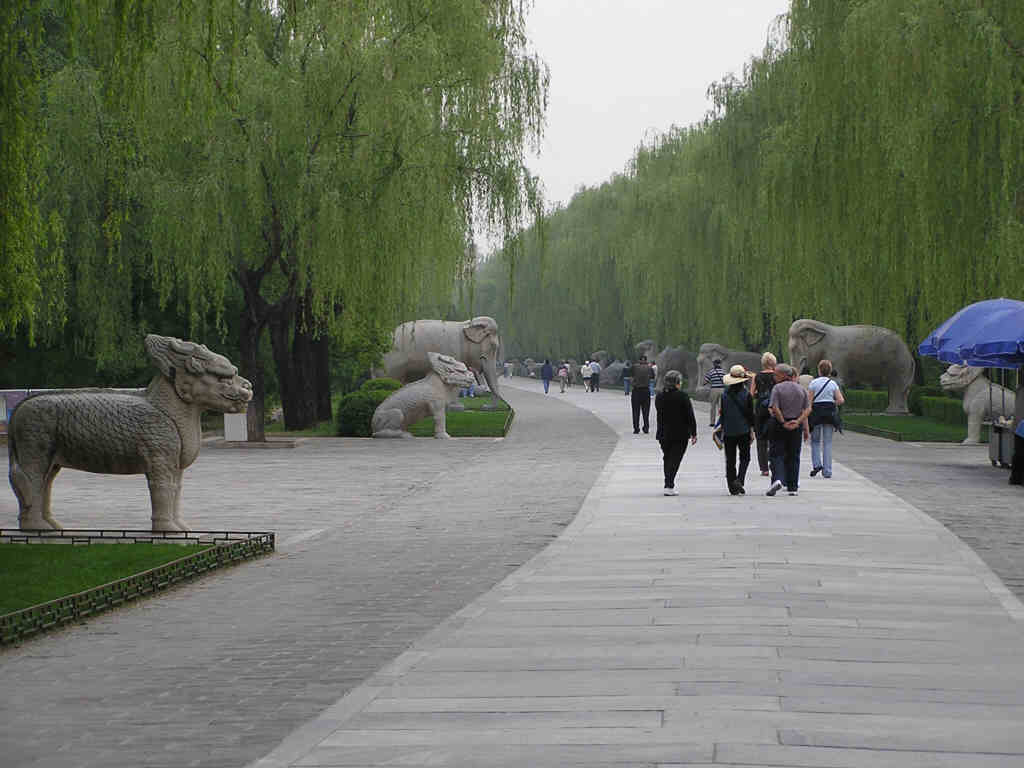
神道